# Vratislav Effenberger
Vratislav Effenberger (22. dubna 1923, Nymburk – 10. srpna 1986, Praha) byl český literární teoretik a vůdčí osobnost českého poválečného surrealismu.

## Život
V letech 1938–1939 absolvoval English Institute. Poté studoval střední průmyslovou školu, kde roku 1944 maturoval. Po válce vystudoval chemii na Vysoké škole chemicko-technologického inženýrství a začal studovat i dějiny umění a estetiku na Filozofické fakultě Univerzity Karlovy, avšak v roce 1948 byl ze školy vyloučen (studium dokončil až v 60. letech). Od roku 1946 pracoval v Československém filmovém ústavu, odkud byl v roce 1954 propuštěn. Poté pracoval ve Výzkumném ústavu pivovarnickém a sladařském, ale roku 1958 musel odejít i odtud. Pak až do roku 1966 pracoval jako dělník při podzemním zplynování uhlí v Březnu u Chomutova. Od roku 1966 pracoval ve Filozofickém ústavu Československé akademie věd, kde získal titul kandidát věd, roku 1970 však byl z politických důvodů propuštěn. V letech 1971–1977 pracoval jako překladatel Pražské informační služby. Roku 1977 podepsal opoziční petici Charta 77 a mohl pak pracovat již jen jako dělník. Zároveň byl však od roku 1977 v invalidním důchodu.

## Dílo
K surrealismu měl blízko již na počátku 50. let, když přispíval do sborníků Znamení zvěrokruhu a Objekt. V 60. letech se pak stal vůdčí osobností Surrealistické skupiny v Československu, a to nejen po teoretické stránce, ale i po stránce organizační. V roce 1969 redigoval surrealistickou revui Analogon. Vyšlo tehdy pouze prvé číslo, dvě další byla připravena v rukopise. Vydávání Analogonu bylo obnoveno až po pádu komunistického režimu a od roku 1991 do roku 2018 vyšlo zatím 86 čísel. Kolem roku 1968 publikoval v řadě novin a časopisů zabývajících se literaturou, divadlem a výtvarným uměním. Většina jeho díla však vyšla pouze v samizdatu nebo je ještě nezpracovaná ve formě rukopisů.

### Vydaná díla
- Henri Rousseau, Praha 1963 – monografie
- Realita a poezie, Praha 1969
- Výtvarné projevy surrealismu, Odeon, Praha 1969
- Vývoj divadelních slohů, 1972 samizdat – tištěno
- Surovost života a cynismus fantasie, ('68 Publishers Toronto 1984), Praha 1991 – filmové scénáře
- Lov na černého žraloka, Mnichov 1987 – básně
- Básně 1, Torst, Praha 2004 – básně
- Básně 2, Torst, Praha 2007, (skutečně 2010) – básně
- Biče svědomí (s Evou Švankmajerovou), Dybbuk, Praha 2010 – próza
- Republiku a varlata, Torst, Praha 2013 – eseje
- Pohlavky pro zvědavé, Dybbuk, Praha 2022 – výbor z básní

### Rukopisy
V závorce předpokládaný rok vzniku.
- Surrealistická poezie (1969)
- Modely a metody (1969)
- Poklad vidění. Studie z vývojových dějin moderního výtvarného umění (1970)
- Karel Teige (1970)
- Karel Havlíček (1971)
- Obraz a slovo (1971)
- Osvobozené divadlo (1972–73)
- Karol Baron (1977)
- Vidění a imaginace (1977)

### Sborníky
Většina těchto sborníků patří do samizdatové literatury.
- Znamení zvěrokruhu, 1951
- Objekty I.-V., 1953–1962
- Rozhovory o umění a poezii, 1951–1965
- Surrealistické východisko 1938–1968, 1969
- Interpretační hry, 1971–75
- Princip analogie, 1975
- Strach, 1978
- Sféra snu, 1983
- Opak zrcadla, 1983
- Proměny humoru, 1984

Vyjma těchto děl vyšla řada jeho časopiseckých a novinových prací. Některá díla byla zabavena StB a zničena. Uspořádal dílo Karla Teigeho, Karla Hynka a Zbyňka Havlíčka.

## Film
- 2018 Vratislav Effenberger aneb Lov na černého žraloka, dokument, 85 min., režie David Jařab.[3]